# Avinguda de les Balears
L'avinguda de les Balears és una via urbana de l'est de la ciutat de València que connecta l'interior de la ciutat amb el port de València. És totalment rectilínia i paral·lela a la principal via de comunicació de la ciutat amb el port, l'avinguda del Port, i paral·lela també a l'avinguda dels Tarongers, l'avinguda de Blasco Ibáñez i l'avinguda de França.
La seua numeració s'inicia en sentit d'oest a est, però el sentit de la circulació de vehicles és en sentit únic d'est a oest, és a dir, des del port fins a l'interior de la ciutat.
Prenent com a referència la seua numeració, l'avinguda s'inicia a la intersecció giratòria de l'encreuament del carrer d'Eduard Boscà amb el passeig de l'Albereda i el pont de l'Àngel Custodi, i finalitza en arribar al carrer d'Eivissa i a l'inici del carrer de Joan Verdeguer. Travessa per tant d'oest a est el districte de Camins al Grau, creuant part del barri de Penya-Roja al seu inici per a després deixar-lo al sud, mentre deixa al nord una part del barri del Camí Fondo i el de La Creu del Grau.

## Nom
Pren el seu nom de les illes Balears, arxipèlag veí davant les costes valencianes. A més per la seua proximitat a la mar (800 metres) està dedicada com altres carrers dels voltants a illes o arxipèlags.

## Història
L'avinguda discorre pel traçat aproximat de l'antic Camí Fondo del Grau, però de forma més rectilínia i ordenada. Amb el soterrament de les vies del ferrocarril pel carrer d'Eivissa i el carrer de la Serradora el 1991 es va connectar al carrer de Joan Verdeguer, fent així un perfecte corredor que comunicava el port amb l'interior de la ciutat. L'avinguda va créixer en rellevància quan l'any 2005 l'avinguda del Port va ser reformada amb motiu de la 32a edició de la Copa Amèrica de vela que es disputaria el 2007, i va ser transformada en sentit únic en direcció al port de València. Aquest motiu va provocar que tot el trànsit de vehicles en sentit contrari (del port cap al centre de la ciutat) triara la connexió Joan Verdeguer-Balears, en sentit únic cap a l'oest.

## Elements importants
Al centre de la intersecció giratòria on s'inicia l'avinguda es troba una escultura en bronze "Homenatge al Llibre" de l'artista castellonenc Joan García Ripollés. Molt prop es troba l'hotel "Beatriz Rey Don Jaime" de 4 estreles i les instal·lacions de l'"Sporting Club de Tennis València". Més endavant trobem el Conservatori de música "José Iturbi" i dos instituts de secundària.

## Transports
Donen servei a diferents trams de l'avinguda les líniees 1, 18, 19, 35, 40, 89, 90, N9, N89 i N90 de l'EMT de València.